# Pelophryne brevipes
Pelophryne brevipes és una espècie d'amfibi que viu a Indonèsia, Malàisia, les Filipines i Singapur.